# Bảo tàng Du khách Tony Halik
Bảo tàng Du khách Tony Halik (tiếng Ba Lan: Muzeum Podróżników im. Tony’ego Halika) là một bảo tàng nằm ở phía bắc của Khu Phố Cổ, tọa lạc tại số 9/11 Phố Franciszkańska, Toruń, Ba Lan. Bảo tàng là một trong năm chi nhánh của Bảo tàng Quận ở Toruń. 

## Lịch sử

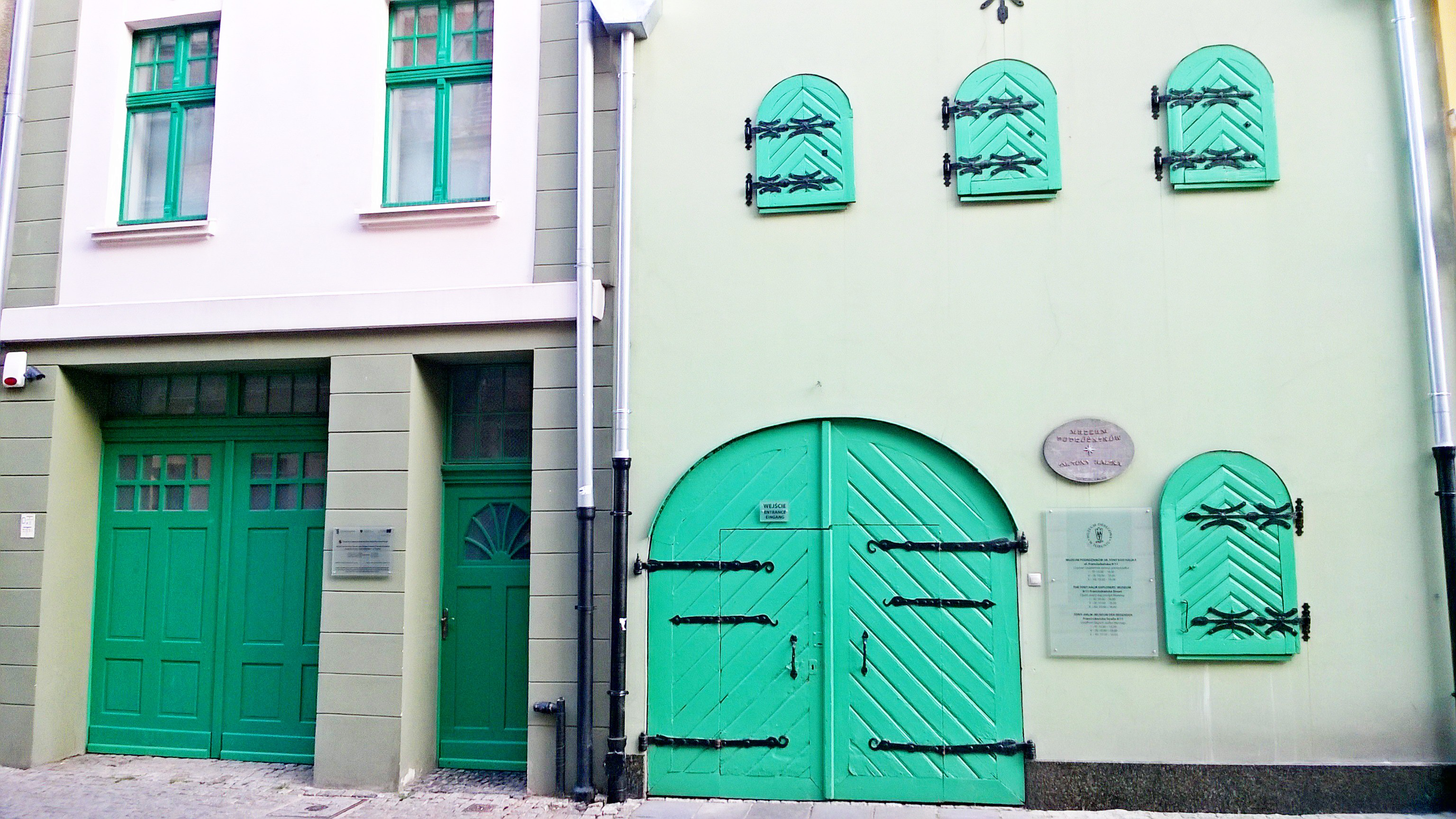
Lối vào Bảo tàng

Năm 1999, Elżbieta Dzikowska tặng cho thành phố những kỷ vật có giá trị nhất từ nhiều chuyến đi vòng quanh thế giới mà bà và chồng mình là Tony Halik sưu tập. Một năm sau, chính quyền Toruń đã chỉ định việc hiện đại hóa toàn bộ kho thóc lịch sử ở số 11 Phố Franciszkańska để phù hợp làm trụ sở của Bảo tàng. Bảo tàng Du khách Tony Halik chính thức mở cửa đón công chúng vào năm 2003. Sau đó, các nhà chức trách đã mua lại ngôi nhà chung cư lân cận ở số 9 Phố Franciszkańska nhằm mở rộng không gian triển lãm của Bảo tàng.

## Triển lãm

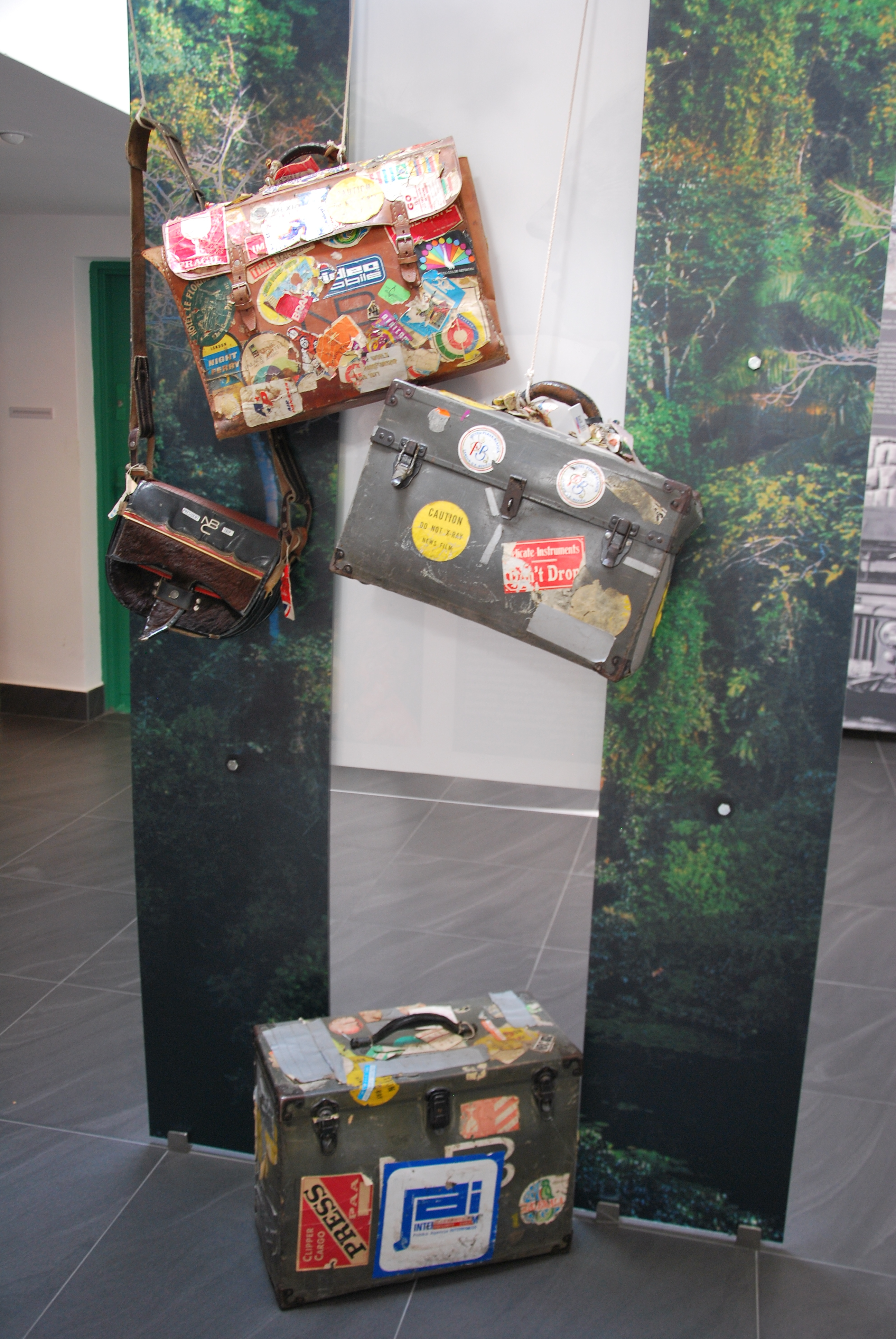
Triển lãm trong Bảo tàng

Bộ sưu tập của Bảo tàng Du khách Tony Halik hiện đang bao gồm hơn 500 hiện vật và kỷ vật, bao gồm: những bức ảnh, mũ, đồ gốm sứ, vũ khí, và các thứ khác. Những vật triển lãm này đến từ tất cả các lục địa trên thế giới, ngoại trừ Nam Cực. Các vật trưng bày có giá trị giáo dục vì không chỉ cho thấy nguồn gốc của hiện vật mà còn thể hiện tính hữu dụng cao.